# Stylus Phantasticus
De Stylus Phantasticus (fantastische stijl) in muzikale improvisatie, compositie en uitvoeringen van composities ontstond in de 16de eeuw in Italië. Grondlegger was Claudio Merulo (1533 - 1604), organist van de San Marcobasiliek, de hoofdkathedraal van Venetië. 

## Verbreiding
Belangrijke navolgers waren de Romeinse organist en componist Girolamo Frescobaldi (1583 - 1643) en zijn leerling uit Oostenrijk, Johann Jakob Froberger (1616 - 1667), die deze musiceerwijze in Noord-Europa introduceerde. In 1650 bezocht Froberger o.a. de stad Utrecht.
In orgelcomposities en vooral orgelimprovisaties van de Noord-Duitse musici Johann Adam Reincken (1643-1722) uit Hamburg en Dieterich Buxtehude (1637 - 1707) uit Lübeck kwam de Stylus Phantasticus op monumentale wijze tot uitdrukking. Voorbeelden zijn het breed-uitgesponnen Praeludium-pedaliter en de nog omvangrijker Noord-Duitse koraalfantasie. De grootste componist die de fantastische stijl volkomen beheerste was Johann Sebastian Bach (1685 - 1750).

## Kircher over de fantastische stijl
De geleerde, uitvinder en schrijver Athanasius Kircher (1602 - 1680) beschrijft de stylus phantasticus in zijn Latijnse traktaat Musurgia Universalis als volgt (hier in vertaling):
De fantastische stijl is bij uitstek geschikt voor instrumentale muziek. Het is de vrijste en ongehinderde methode voor compositie en is aan niets gebonden, aan tekst noch aan een muzikaal thema. Hij werd ingevoerd om genialiteit de ruimte te geven en het verborgen ontwerp van de harmonie te onderwijzen en de vernuftige compositie van harmonische frasen en fuga's.
De stijl is gerelateerd aan de improvisatie, maar wordt gekenmerkt door het gebruik van korte contrasterende episodes en een vrije vorm, precies zoals dit bij de klassieke fantasia het geval is.
Ruim negentig jaar later zou de Duitse muziektheoreticus Johann Mattheson de Stylus Phantasticus als volgt beschrijven (hier in vertaling):
(...) Want deze stijl is de meest vrije en ongebonden manier van componeren, zingen en spelen die men zich maar kan indenken, (...) dan weer snel, dan aarzelend, soms een- en soms meerstemmig, dan weer voor een korte periode in de maat (...).

## Late beoefenaars
De Stylus Phantasticus zou in de musiceer- en componeerpraktijk van Johann Sebastian Bach een zeker eindpunt bereiken. Bachs Chromatische Fantasia in d-moll (BWV 903/1) voor klavecimbel is er het meest in het oog en oor springende voorbeeld van. In het genre 'Freye Phantasie' voor clavichord die door zijn tweede zoon Carl Philipp Emanuel Bach tot ontwikkeling werd gebracht, zette de Stylus Phantasticus zich door.
Kenmerken hiervan zijn:
- concentratie op toetsinstrumenten
- virtuositeit met name in passages en arpeggi
- geen maatverdeling
- niet-periodieke, recitatief-gerelateerde melodiek: instrumentaal-recitatief
- ontbreken van een thema
- het afzien van het bewerken van motieven
- harmonische uitersten
- intervalsprongen, om affect tot uiting te brengen
- optreden van affecten als: 'lamentokarakter'
- onafhankelijkheid van formele stijlvoorbeelden, individuele opeenvolging van delen

Tot in het oeuvre van Ludwig van Beethoven heeft de Stylus Phantasticus zich doorgezet, getuige diens Fantasie in g-moll Op. 77 voor fortepiano: een vroeg werk, dat wel als uitwerking-op-papier van Beethovens fenomenale improvisatietalent wordt beschouwd. Pas in 1809 verscheen het voor het eerst in druk.